# Lijst van moslimbegraafplaatsen in België
In België bestaan er geen exclusief islamitische begraafplaatsen, maar wel (multiconfessionele) begraafplaatsen waar één of meer percelen werden ingericht voor moslims:
| Begraafplaats                             | Gewest                         | Provincie       | Gemeente                 |
| ----------------------------------------- | ------------------------------ | --------------- | ------------------------ |
| Gemeentelijke begraafplaats Vogelenzang   | Brussels Hoofdstedelijk Gewest |                 | Anderlecht               |
| Gemeentelijke begraafplaats Etterbeek     | Brussels Hoofdstedelijk Gewest |                 | Wezembeek-Oppem          |
| Multiconfessionele begraafplaats          | Brussels Hoofdstedelijk Gewest |                 | Evere                    |
| Gemeentelijke begraafplaats van Vorst     | Brussels Hoofdstedelijk Gewest |                 | Alsemberg                |
| Begraafplaats Schoonselhof                | Vlaams Gewest                  | Antwerpen       | Wilrijk                  |
| Begraafplaats Kruisven                    | Vlaams Gewest                  | Antwerpen       | Mol                      |
| Begraafplaats Nazareth                    | Vlaams Gewest                  | Antwerpen       | Turnhout                 |
| Begraafplaats centrum                     | Vlaams Gewest                  | Antwerpen       | Mechelen                 |
| Begraafplaats Beringen-Mijn               | Vlaams Gewest                  | Limburg         | Beringen                 |
| Centrale Begraafplaats                    | Vlaams Gewest                  | Limburg         | Borgloon                 |
| Begraafplaats Waterschei                  | Vlaams Gewest                  | Limburg         | Genk                     |
| Begraafplaats Berkenbos                   | Vlaams Gewest                  | Limburg         | Heusden-Zolder           |
| Begraafplaats Houthalen                   | Vlaams Gewest                  | Limburg         | Houthalen-Helchteren     |
| Begraafplaats Heppen                      | Vlaams Gewest                  | Limburg         | Heppen (Leopoldsburg)    |
| Begraafplaats Lommel Centrum              | Vlaams Gewest                  | Limburg         | Lommel                   |
| Begraafplaats Egelsveld                   | Vlaams Gewest                  | Limburg         | Maaseik                  |
| Begraafplaats Eisden-Tuinwijk             | Vlaams Gewest                  | Limburg         | Maasmechelen             |
| Begraafplaats De Roosen                   | Vlaams Gewest                  | Limburg         | Neerpelt                 |
| Begraafplaats Overpelt Centrum            | Vlaams Gewest                  | Limburg         | Overpelt                 |
| Begraafplaats Schurhoven                  | Vlaams Gewest                  | Limburg         | Sint-Truiden             |
| Begraafplaats Zwijnaarde (Scheldeakker)   | Vlaams Gewest                  | Oost-Vlaanderen | Gent                     |
| Begraafplaats Hogerlucht                  | Vlaams Gewest                  | Oost-Vlaanderen | Ronse                    |
| Parkbegraafplaats Heimolen                | Vlaams Gewest                  | Oost-Vlaanderen | Sint-Niklaas             |
| Parkbegraafplaats Diesteveld              | Vlaams Gewest                  | Vlaams-Brabant  | Kessel-Lo (Leuven)       |
| Begraafplaats Centrum Tienen              | Vlaams Gewest                  | Vlaams-Brabant  | Tienen                   |
| Begraafplaats Beveren                     | Vlaams Gewest                  | West-Vlaanderen | Roeselare                |
| Parkbegraafplaats Blauwe Toren            | Vlaams Gewest                  | West-Vlaanderen | Brugge                   |
| Begraafplaats Marke                       | Vlaams Gewest                  | West-Vlaanderen | Kortrijk                 |
| Begraafplaats Stuiverstraat               | Vlaams Gewest                  | West-Vlaanderen | Oostende                 |
| Cimetière de Soleilmont                   | Waals Gewest                   | Henegouwen      | Fleurus (Charleroi)      |
| Cimetière de Farciennes                   | Waals Gewest                   | Henegouwen      | Farciennes               |
| Cimetière de Besonrieux                   | Waals Gewest                   | Henegouwen      | Besonrieux (La Louvière) |
| Cimetière du Scailmont                    | Waals Gewest                   | Henegouwen      | Manage                   |
| Cimetières d'Obourg et de Havré           | Waals Gewest                   | Henegouwen      | Mons                     |
| Cimetière de Tournai-Nord                 | Waals Gewest                   | Henegouwen      | Tournai                  |
| Cimetière de Romsée                       | Waals Gewest                   | Luik            | Fléron                   |
| Cimetières de La Buissière et de Ben-Ahin | Waals Gewest                   | Luik            | Huy                      |
| Cimetière de Robermont                    | Waals Gewest                   | Luik            | Grivegnée (Luik)         |
| Cimetière de Cheratte-bas                 | Waals Gewest                   | Luik            | Visé                     |
| Cimetière de la Triche                    | Waals Gewest                   | Namen           | Andenne                  |
| Cimetière d'Arlon                         | Waals Gewest                   | Luxemburg       | Arlon                    |
| Cimetière multiconfessionnel              | Waals Gewest                   | Luxemburg       | Aye (Marche-en-Famenne)  |